# Alameda Casa Editorial
Alameda Casa Editorial é uma editora brasileira especializada na publicação de livros de não ficção, com foco em ciências humanas. Foi fundada em 2004 pelos jornalistas Haroldo Ceravolo Sereza e Joana Monteleone e pelo historiador Rodrigo Ricupero. Seu primeiro lançamento foi o livro A Revolução dos Cravos, do historiador Lincoln Secco. Progressivamente, passou a publicar outros gêneros.
Boa parte do catálogo da editora se concentra em obras nas áreas de história, crítica literária, antropologia e filosofia. O primeiro título lançado, por exemplo, discute como os movimentos guerrilheiros na África ajudaram a forjar as ideias que influenciaram o movimento militar de esquerda responsável pela Revolução de Abril, a queda da ditadura salazarista em Portugal e o fim do império colonial português. O trabalho foi originalmente a tese de doutorado de Secco. A publicação foi coeditada pela Cátedra Jaime Cortesão da USP.
Também fazem parte do catálogo da editora livros-reportagem e alguns títulos de ficção, como o romance A Nova Ordem, de Bernardo Kucinski, e o livro de contos e crônicas Eu preferia ter perdido um olho, de Paloma Franca Amorim.
Em 2015, o livro A Casa da Vovó, de autoria de Marcelo Godoy e editado pela Alameda, foi vencedor do Prêmio Jabuti na categoria Reportagem e Documentário. O livro-reportagem conta a história do DOI-Codi de São Paulo, um centro semi-clandestino de detenção e tortura fundado durante a ditadura militar brasileira que influenciou os órgãos de repressão aos movimentos de esquerda em todo o país.
Em 2020, em um contexto de crise do mercado editorial, marcado por graves dificuldades financeiras das duas maiores redes de livrarias físicas do Brasil e exacerbado pela pandemia de covid-19, a editora Alameda lançou um clube de assinaturas chamado “Coleção Garimpo dos Editores”. O clube de assinantes foi apontado pelo portal de notícias PublishNews como uma maneira encontrada pela empresa para lidar com a crise. Também durante a emergência sanitária causada pelo coronavírus, a editora lançou uma coletânea com dez histórias chamada Histórias da pandemia.

## Livros políticos
A Alameda integra a comissão organizadora do Salão do Livro Político. O evento tem como objetivo aumentar a visibilidade e incentivar as vendas e a leitura de livros de conteúdo político. Realizado em São Paulo, o salão teve cinco edições. A última, em maio de 2019, homenageou o educador Paulo Freire.
Em 2016, após a abertura do processo de impeachment da ex-presidenta Dilma Rousseff, a Alameda publicou uma coletânea de textos e depoimentos chamada Historiadores pela Democracia, que procurou apresentar uma espécie de “diagnóstico historiográfico” sobre o momento político pelo qual o Brasil passava. O livro foi lançado por um grupo de pesquisadores que se posicionaram em defesa da manutenção do mandato de Dilma Rousseff, denunciando irregularidades e interesses subjacentes ao processo de impeachment. As organizadoras da obra foram as historiadoras Hebe Mattos, Tânia Bessone e Beatriz G. Mamigonian.
Entre as prioridades editoriais da Alameda estão a história da escravidão e da ditadura militar brasileira. Entre os livros relacionados a este último tema, figura À Espera da Verdade: histórias de Empresários, Jurista e Elite Transnacional História de Civis Que Fizeram a Ditatura Militar, produzido por uma equipe de cinco pesquisadores: Joana Monteleone, Haroldo Ceravolo Sereza, Vitor Sion, Felipe Amorim e Rodolfo Machado.
A editora também publicou o livro Cativeiro sem fim – As histórias dos bebês, crianças e adolescentes sequestrados pela ditadura militar. O livro reuniu 19 casos de crianças e adolescentes separados dos pais, alguns entregues a famílias militares, após o golpe militar de 1964. A maioria dos casos (11) são de filhos de guerrilheiros da região do Araguaia e de habitantes da região que foram igualmente reprimidos pelos militares, mesmo sem envolvimento direto com a Guerrilha do Araguaia.

## Bibliodiversidade
Os donos da editora Alameda têm uma marcada atuação política na defesa da regulação do setor livreiro no Brasil. Em uma entrevista concedida em 2013, Haroldo Ceravolo Sereza defendeu o reconhecimento do setor como uma economia, ainda que de menor escala, e a adoção de políticas públicas específicas. Em sua avaliação, apesar das isenções de impostos concedidas pelo governo brasileiro à cadeia do livro, o setor é prejudicado pela desorganização e oligopolização da cadeia produtiva. Entre as medidas defendidas para combater esse quadro estão a disponibilização de crédito compatível com o capital de giro das empresas e uma regra para limitar o desconto concedido pelas livrarias por meio da uma lei do preço único, semelhante à política do Prix unique du livre francesa, uma vez que os grandes descontos para best sellers teriam de ser compensados por um aumento dos preços praticados pelas editoras em todo o catálogo.
No mesmo sentido, a editora Alameda é membro da Liga Brasileira de Editoras (LIBRE), uma associação sem fins lucrativos que reúne editoras independentes. A associação atua como uma rede que trabalha de forma cooperativa para fortalecer os negócios de seus associados e promover a bibliodiversidade – um conceito de diversidade cultural aplicado ao mundo dos livros. A ideia de bibliodiversidade surgiu no Chile, colocando em questão a visibilidade de diferentes projetos editoriais, para além daqueles vinculados aos discursos hegemônicos e “projetos dominantes”.
Sereza foi presidente da LIBRE por duas gestões consecutivas e é diretor da entidade atualmente. Joana Monteleone foi vice-presidente da entidade de 2015 a 2017. Como diretor, Sereza defendeu a pluralidade editorial como garantia para outras diversidades – racial, linguística, de gênero – e a formulação de políticas públicas para regular o mundo editorial, de forma a favorecer a diversidade em um mercado marcado por um processo acelerado de concentração em poucas grandes editoras e redes de livrarias.
Durante o período, a LIBRE se engajou ativamente na construção do Plano Municipal do Livro, Leitura, Literatura e Bibliotecas (PMLLLB) de São Paulo. O plano orienta as políticas públicas da cidade para o tema da leitura e começou a ser discutido em 2012 por iniciativa da sociedade civil e do parlamento municipal, por iniciativa do vereador Antonio Donato. Em 2014, foi constituído um grupo de para a construção do plano junto à Secretaria Municipal de Cultura. O grupo de trabalho reuniu representantes do poder público, do mercado editorial, de bibliotecas públicas e escolares, projetos comunitários de leitura, organizações do terceiro setor e da cena dos saraus, além de mediadores de leitura e escritores marginais. Sereza, da Alameda, e Francisco Ednilson Xavier Gomes, da Cortez Editora, foram os representantes do segmento de editoras e livreiros neste grupo.
Após a aprovação do plano, em 2016 foram realizadas eleições para o Conselho Municipal do PMLLLB. Sereza foi um dos eleitos para integrar o conselho, que tem como competências acompanhar e fiscalizar a execução do PMLLLB, promover discussões e articular demandas regionais e setoriais referentes aos temas de que o plano trata. Com a posse de João Doria na prefeitura, o conselho foi desmontado pelo secretário André Sturm, sendo recriado em 2019 sob a gestão de Bruno Covas. Sereza foi novamente um dos eleitos para representar a sociedade civil.
Em março de 2020, os conselheiros do PMLLLB propuseram uma série de ações emergenciais para tentar proteger o ecossistema do livro durante a quarentena imposta pela pandemia de covid-19. As propostas incluíam a vinculação de toda a cadeia do livro nos decretos de calamidade pública estadual e municipal, desde autores e editoras a bibliotecas comunitárias e livrarias, e a isenção de IPTU para livrarias, editoras e espaços culturais nos anos de 2020 e 2021.

## Prêmios
- Vencedor do Prêmio Jabuti 2015 – Categoria Reportagem e Documentário: A Casa da Vovó, de Marcelo Godoy
- Vencedor do Prêmio Sergio Buarque de Holanda de ensaio social, concedido pela Fundação Biblioteca Nacional, em 2015: A Casa da Vovó, de Marcelo Godoy[22]
- Finalista do Prêmio Jabuti 2016 – Categoria Gastronomia: Sabores Urbanos: Alimentação, Sociabilidade e Consumo - São Paulo, 1828-1910, de Joana Monteleone[23]